# Türkiye Kupası 2021-2022
La Coppa di Turchia 2021-2022, nota come Ziraat Türkiye Kupası 2021-2022 per ragioni sponsorizzazione, è stata la 60ª edizione della coppa nazionale turca, iniziata il 7 settembre 2021 e terminata il 26 maggio 2022. Il Beşiktaş era la squadra campione in carica. L'edizione è stata vinta dal Sivasspor, alla sua prima affermazione nel torneo.

## Primo turno
Al primo turno hanno avuto accesso 10 squadre della TFF 3. Lig. Il sorteggio è stato effettuato il 25 agosto 2021.
| Squadra 1         | Risultato   | Squadra 2     |
| ----------------- | ----------- | ------------- |
| 7 settembre 2021  |             |               |
| Batman Petrolspor | 0 – 1       | Hendek Spor   |
| 8 settembre 2021  |             |               |
| Iğdır             | 1 – 0 (dts) | Orduspor      |
| Siirtspor         | 0 – 1 (dts) | Cankaya       |
| Karaman           | 2 – 5       | Kahta 02 Spor |
| Kuşadasıspor      | 3 – 0       | Modafen       |

## Secondo turno
Al secondo turno accedono le 5 squadre vincenti il primo turno e 45 squadre della TFF 3. Lig. Il sorteggio è stato effettuato il 15 settembre 2021.
| Squadra 1                | Risultato       | Squadra 2               |
| ------------------------ | --------------- | ----------------------- |
| 28 settembre 2021        |                 |                         |
| Elazığspor               | 0 – 1           | Arnavutköy Belediyespor |
| Karaköprü Bld            | 2 – 0           | Kizilcabolukspor        |
| Nevşehirspor Gençlik     | 3 – 0           | Fethiyespor             |
| Derince Belediyespor     | 2 – 1           | Erbaaspor               |
| Edirnespor Gençlik       | 3 – 0           | Çatalcaspor             |
| İçel İdmanyurdu          | 1 – 1 (5-6 dtr) | Düzcespor               |
| 29 settembre 2021        |                 |                         |
| Ağrıspor                 | 1 – 0 (dts)     | Kuşadasıspor            |
| Cankaya                  | 3 – 2           | Ofspor                  |
| Yomraspor                | 4 – 0           | Malatyaspor             |
| Fatsa Belediyespor       | 1 – 0 (dts)     | Halide                  |
| Artvin Hopaspor          | 2 – 0           | Bugsaşspor              |
| 1954 Kelkit Belediyespor | 2 – 2 (2-3 dtr) | Ceyhanspor              |
| Aksarayspor              | 3 – 0           | Bayrampaşaspor          |
| Çarşambaspor             | 1 – 1 (4-2 dtr) | Altındağ Belediyespor   |
| Kestel                   | 2 – 0           | Bursa Yıldırımspor      |
| Bergama Belediyespor     | 1 – 1 (5-4 dtr) | Sancaktepe              |
| Sile Yildizspor          | 0 – 0 (4-2 dtr) | İskenderun D. Ç.        |
| Tepecik Belediyespor     | 2 – 2 (3-2 dtr) | MKE Kırıkkalespor       |
| Hendek Spor              | 1 – 3           | 52 Orduspor             |
| Esenler Erokspor         | 1 – 1 (6-7 dtr) | Osmaniyespor            |
| 30 settembre 2021        |                 |                         |
| Mardinspor               | 1 – 0           | Gümüşhanespor           |
| Iğdır                    | 0 – 0 (4-3 dtr) | Elazığ Belediyespor     |
| Hacettepe                | 1 – 3 (dts)     | Kahta 02 Spor           |
| Kütahyaspor              | 0 – 0 (2-4 dtr) | Darıca Gençlerbirliği   |
| Karabükspor              | 1 – 3 (dts)     | Karşıyaka               |

## Terzo turno
Al terzo turno accedono le 25 squadre vincenti il secondo turno, 2 squadre della Süper Lig, 3 squadre neopromosse nella Süper Lig 2021-2022, 19 squadre provenienti dalla TFF 1. Lig, 38 provenienti dalla TFF 2. Lig. Il sorteggio è stato effettuato il 1º ottobre 2021. Il Giresunspor, a causa del ritiro del Kastamonuspor 1966, passa direttamente al quarto turno.
| Squadra 1              | Risultato       | Squadra 2               |
| ---------------------- | --------------- | ----------------------- |
| 26 ottobre 2021        |                 |                         |
| Ankaragücü             | 2 – 0           | Somaspor                |
| Akhisar Belediyespor   | 4 – 2 (dts)     | Bergama Belediyespor    |
| Amed                   | 3 – 2           | Tarsus İdman Yurdu      |
| Boluspor               | 1 – 0           | Çarşambaspor            |
| Eyüpspor               | 2 – 0           | Bucaspor 1928           |
| Altay                  | 5 – 1           | Derince Belediyespor    |
| Samsunspor             | 2 – 1           | 1922 Konyaspor          |
| Adanaspor              | 2 – 0           | Adıyaman 1954           |
| 27 ottobre 2021        |                 |                         |
| 24 Erzincanspor        | 1 – 3           | 52 Orduspor             |
| Çorum                  | 0 – 2           | Arnavutköy Belediyespor |
| Hekimoglu Trabzon      | 1 – 1 (5-4 dtr) | Düzcespor               |
| Kocaelispor            | 2 – 0 (dts)     | Bayburt Özel İdarespor  |
| Turgutluspor           | 1 – 2           | Mardinspor              |
| Vanspor                | 1 – 0           | Zonguldakspor           |
| Ankara Demirspor       | 2 – 1 (dts)     | Yomraspor               |
| Etimesgut Belediyespor | 0 – 1           | Kahta 02 Spor           |
| Keçiörengücü           | 0 – 0 (4-5 dtr) | Ağrıspor                |
| Kırşehirspor           | 3 – 2           | Darıca Gençlerbirliği   |
| Serik                  | 7 – 0           | Pazarspor               |
| Afjet Afyonspor        | 3 – 1           | Sivas Belediye Spor     |
| Ankaraspor             | 2 – 0           | İnegölspor              |
| Balıkesirspor          | 0 – 2           | Kestel                  |
| Bandırmaspor           | 2 – 0           | Cankaya                 |
| Bodrumspor             | 3 – 1 (dts)     | Isparta 32              |
| Denizlispor            | 1 – 1 (4-3 dtr) | Sile Yildizspor         |
| Eskişehirspor          | 0 – 2           | Iğdır                   |
| İstanbulspor           | 5 – 0           | Ergene Velimeşe         |
| Karacabey              | 1 – 2           | Şanlıurfaspor           |
| Kırklarelispor         | 0 – 1           | Osmaniyespor            |
| Manisa                 | 1 – 0           | Fatsa Belediyespor      |
| Menemen                | 1 – 0           | Karşıyaka               |
| Sarıyer                | 2 – 0           | Edirnespor Gençlik      |
| Uşakspor               | 1 – 1 (3-2 dtr) | Nevşehirspor Gençlik    |
| Erzurumspor FK         | 0 – 0 (5-6 dtr) | Nazilli Belediyespor    |
| Bursaspor              | 6 – 1           | Ceyhanspor              |
| Kayserispor            | 3 – 0 (dts)     | Artvin Hopaspor         |
| 28 ottobre 2021        |                 |                         |
| Ümraniyespor           | 3 – 1 (dts)     | Kahramanmaraşspor       |
| Altınordu              | 5 – 3 (dts)     | Tepecik Belediyespor    |
| Gençlerbirliği         | 3 – 1           | Pendikspor              |
| Tuzlaspor              | 0 – 1           | Aksarayspor             |
| Sakaryaspor            | 2 – 1           | Karaköprü Bld           |
| Antalyaspor            | 5 – 0           | Diyarbekirspor          |
| Adana Demirspor        | 3 – 0           | Niğde Anadolu           |

## Quarto turno
Al quarto turno accedono le 44 squadre vincenti il terzo turno e 10 squadre provenienti dalla Süper Lig. Il sorteggio è stato effettuato il 2 novembre 2021.
| Squadra 1           | Risultato       | Squadra 2               |
| ------------------- | --------------- | ----------------------- |
| 30 novembre 2021    |                 |                         |
| Bandırmaspor        | 5 – 0           | Şanlıurfaspor           |
| Kasımpaşa           | 5 – 0           | Kestel                  |
| Gençlerbirliği      | 1 – 1 (2-4 dtr) | Mardinspor              |
| İstanbulspor        | 2 – 3           | Afjet Afyonspor         |
| Altay               | 4 – 2           | Manisa                  |
| Bursaspor           | 2 – 1 (dts)     | Kırşehirspor            |
| İstanbul Başakşehir | 1 – 1 (1-3 dtr) | Bodrumspor              |
| Adana Demirspor     | 5 – 0           | Serik                   |
| Antalyaspor         | 4 – 0           | Amed                    |
| 1º dicembre 2021    |                 |                         |
| Altınordu           | 1 – 3           | Aksarayspor             |
| Çaykur Rizespor     | 0 – 1           | Ankaraspor              |
| Boluspor            | 4 – 2           | 52 Orduspor             |
| Denizlispor         | 3 – 0           | Ağrıspor                |
| Samsunspor          | 4 – 0           | Uşakspor                |
| Adanaspor           | 1 – 2           | Kocaelispor             |
| Fatih Karagümrük    | 2 – 0           | Sarıyer                 |
| Alanyaspor          | 6 – 0           | Osmaniyespor            |
| Kayserispor         | 4 – 0           | Iğdır                   |
| Hatayspor           | 1 – 1 (5-4 dtr) | Eyüpspor                |
| 2 dicembre 2021     |                 |                         |
| Giresunspor         | 4 – 2           | Ankara Demirspor        |
| Ümraniyespor        | 3 – 2           | Arnavutköy Belediyespor |
| Menemen             | 3 – 0           | Hekimoglu Trabzon       |
| Ankaragücü          | 3 – 0           | Nazilli Belediyespor    |
| Yeni Malatyaspor    | 3 – 1 (dts)     | Akhisar Belediyespor    |
| Göztepe             | 5 – 0           | Kahta 02 Spor           |
| Konyaspor           | 3 – 1           | Vanspor                 |
| Gaziantep           | 3 – 1           | Sakaryaspor             |

## Quinto turno
Al quinto turno accedono le 27 squadre vincenti il quarto turno preliminare e le migliori 5 squadre della Süper Lig 2020-2021. Il sorteggio è stato effettuato il 3 dicembre 2021.
| Squadra 1        | Risultato       | Squadra 2       |
| ---------------- | --------------- | --------------- |
| 28 dicembre 2021 |                 |                 |
| Kasımpaşa        | 5 – 3 (dts)     | Kocaelispor     |
| Hatayspor        | 1 – 0           | Menemen         |
| Antalyaspor      | 2 – 1           | Giresunspor     |
| Trabzonspor      | 1 – 0           | Boluspor        |
| Galatasaray      | 3 – 3 (5-6 dtr) | Denizlispor     |
| 29 dicembre 2021 |                 |                 |
| Alanyaspor       | 5 – 0           | Mardinspor      |
| Fatih Karagümrük | 4 – 0           | Bodrumspor      |
| Adana Demirspor  | 3 – 2           | Ankaraspor      |
| Göztepe          | 1 – 0           | Samsunspor      |
| Fenerbahçe       | 2 – 0 (dts)     | Afjet Afyonspor |
| 30 dicembre 2021 |                 |                 |
| Yeni Malatyaspor | 2 – 3           | Bandırmaspor    |
| Kayserispor      | 4 – 0           | Aksarayspor     |
| Konyaspor        | 2 – 0           | Ümraniyespor    |
| Sivasspor        | 2 – 1           | Ankaragücü      |
| Gaziantep        | 1 – 1 (5-4 dtr) | Bursaspor       |
| Beşiktaş         | 1 – 0           | Altay           |

## Ottavi di finale
Il sorteggio è stato effettuato il 14 gennaio 2022.
| Squadra 1        | Risultato       | Squadra 2       |
| ---------------- | --------------- | --------------- |
| 8 febbraio 2022  |                 |                 |
| Kasımpaşa        | 1 – 2           | Gaziantep       |
| Fatih Karagümrük | 5 – 4 (dts)     | Konyaspor       |
| Fenerbahçe       | 0 – 1           | Kayserispor     |
| 9 febbraio 2022  |                 |                 |
| Bandırmaspor     | 2 – 4           | Sivasspor       |
| Hatayspor        | 0 – 2           | Antalyaspor     |
| Denizlispor      | 1 – 2           | Trabzonspor     |
| 10 febbraio 2022 |                 |                 |
| Alanyaspor       | 1 – 1 (4-2 dtr) | Adana Demirspor |
| Beşiktaş         | 0 – 0 (3-1 dtr) | Göztepe         |

## Quarti di finale
Il sorteggio per i quarti di finale e le semifinali è stato effettuato l'11 febbraio 2022.
| Squadra 1     | Risultato   | Squadra 2        |
| ------------- | ----------- | ---------------- |
| 1º marzo 2022 |             |                  |
| Trabzonspor   | 2 – 0       | Antalyaspor      |
| 2 marzo 2022  |             |                  |
| Sivasspor     | 1 – 0       | Fatih Karagümrük |
| Beşiktaş      | 1 – 2       | Kayserispor      |
| 3 marzo 2022  |             |                  |
| Alanyaspor    | 2 – 1 (dts) | Gaziantep        |

## Semifinali
| Squadra 1                       | Totale | Squadra 2   | Andata | Ritorno |
| ------------------------------- | ------ | ----------- | ------ | ------- |
| 19 aprile 2022 / 10 maggio 2022 |        |             |        |         |
| Trabzonspor                     | 3 – 4  | Kayserispor | 1 – 0  | 2 – 4   |
| 20 aprile 2022 / 11 maggio 2022 |        |             |        |         |
| Alanyaspor                      | 2 – 3  | Sivasspor   | 1 – 2  | 1 – 1   |

## Finale
| Arbitro: | Halil Umut Meler |

|                         |           |                                         |
| Civelek 33’ Parlak 107’ | Marcatori | 60’ Appindangoyé 95’ Gradel 113’ Konaté |

| Kayserispor | Sivasspor |

| GK             | 25 | Silviu Lung           |        |       |
| RB             | 27 | Onur Bulut            | 120+3’ |       |
| CB             | 5  | Majid Hosseini        |        |       |
| CB             | 3  | Joseph Attamah        |        | 100’  |
| LB             | 21 | Lionel Carole         | 74’    |       |
| CM             | 17 | Emrah Başsan          |        |       |
| CM             | 10 | Olivier Kemen         |        | 100’  |
| RW             | 28 | Ramazan Civelek       |        | 90+3’ |
| AM             | 91 | Andrea Bertolacci     |        | 85’   |
| LW             | 26 | Mame Thiam ()         |        | 100’  |
| CF             | 9  | Mustafa Pektemek      |        | 78’   |
| Substitutes:   |    |                       |        |       |
| GK             | 25 | Bilal Bayazit         |        |       |
| DF             | 4  | Dimitrios Kolovetsios |        |       |
| DF             | 15 | Uğur Demirok          |        |       |
| MF             | 7  | Miguel Cardoso        |        | 100’  |
| MF             | 22 | Hayrullah Erkip       |        |       |
| MF             | 24 | İbrahim Akdağ         | 105+4’ | 90+3’ |
| MF             | 61 | Abdulkadir Parmak     |        | 100’  |
| MF             | 88 | Gustavo Campanharo    |        | 85’   |
| FW             | 19 | Mario Gavranović      |        | 78’   |
| FW             | 23 | İlhan Parlak          |        | 100’  |
| Manager:       |    |                       |        |       |
| Hikmet Karaman |    |                       |        |       |

| GK            | 35 | Ali Şaşal Vural     |     |        |
| RB            | 77 | Ahmet Oğuz          |     |        |
| CB            | 4  | Aaron Appindangoyé  |     |        |
| CB            | 88 | Caner Osmanpaşa     |     |        |
| LB            | 3  | Uğur Çiftçi         |     |        |
| DM            | 37 | Hakan Arslan ()     |     |        |
| CM            | 23 | Fredrik Ulvestad    |     | 120+4’ |
| CM            | 76 | Fayçal Fajr         |     |        |
| RW            | 17 | Erdoğan Yeşilyurt   | 97’ | 99’    |
| LW            | 7  | Max Gradel          |     | 117’   |
| CF            | 9  | Mustapha Yatabaré   |     | 111’   |
| Substitutes:  |    |                     |     |        |
| GK            | 25 | Muammer Yıldırım    |     |        |
| DF            | 6  | Dimitrios Goutas    |     | 117’   |
| DF            | 14 | Samba Camara        |     |        |
| DF            | 58 | Ziya Erdal          |     |        |
| MF            | 5  | Isaac Cofie         |     |        |
| MF            | 20 | Kerem Atakan Kesgin |     | 120+4’ |
| FW            | 8  | Olarenwaju Kayode   |     | 99’    |
| FW            | 11 | Jorge Félix         |     |        |
| FW            | 15 | Moussa Konaté       |     | 111’   |
| Manager:      |    |                     |     |        |
| Rıza Çalımbay |    |                     |     |        |